# Gładyszewo
Gładyszewo (niem. Neufier) – niewielkie osiedle w Pile, położone w północno-zachodniej części miasta, wzdłuż drogi do Zawady (ul. Kamienna) i linii kolejowej do Szczecinka. 
W 2022 roku liczyło 564 mieszkańców, pod względem liczby ludności jest najmniejszym osiedlem Piły. 

## Historia
Przed II wojną światową znajdowało się tu kilka luźno rozrzuconych gospodarstw i folwarków, noszących wspólną nazwę Neufier. Po wojnie na terenie największego folwarku utworzono Państwowe Gospodarstwo Rolne, a wzdłuż drogi prowadzącej do niego (obecnie ul. Agatowa) wybudowano niewielkie osiedle blokowe dla jego pracowników. W latach 90. na południe od byłego PGR powstało osiedle domków jednorodzinnych. 
Na podstawie uchwały Rady Miasta Piły z dnia 22 lutego 2022 r., osiedle przestało funkcjonować jako jednostka pomocnicza gminy Piła.   

## Opis
Gładyszewo w zdecydowanej większości (poza wspomnianym osiedlem przy ul. Agatowej) ma zabudowę jednorodzinną. Obecnie nowe domy powstają na północ od Gładyszewa, już poza granicami miasta (tzw. Nowa Zawada). Na zachód (ul. Gęsia, Żurawia, Krucza, Orla, Sowia, Jastrzębia)  będące administracyjnie częścią osiedla Dolaszewo (Gmina Szydłowo).  Samo osiedle Gładyszewo rozwija się w swojej południowej części na terenie dawnej żwirowni, gdzie powstają domy jednorodzinne ( tzw. Smolewo). W zachodniej i północnej części osiedla znajdują się pola uprawne, natomiast od strony południowej lasy. Nazwy ulic w Gładyszewie pochodzą od kamieni szlachetnych (Rubinowa, Turkusowa itp.). Na terenie osiedla znajduje się ogólnodostępne boisko do piłki nożnej, koszykówki i siatkówki plażowej.

## Granice osiedla
- od wschodu – linia kolejowa Piła-Szczecinek (osiedle Górne)
- od południa – al. Wojska Polskiego (osiedle Górne)
- od zachodu – granica miasta (Dolaszewo)
- od północy – granica miasta (Zawada)

## Dojazd
Do Gładyszewa można dojechać autobusem linii nr 1 obsługiwaną przez MZK Piła.
Przystanek PKS:
- Gładyszewo (Skrzyżowanie)

## Szlaki turystyczne
Przez teren dzielnicy przebiegają szlaki turystyczne:
- rowerowy: Piła Górne – Piła Gładyszewo – Zawada – Skrzatusz
- rowerowy: Piła Koszyce – Piła Gładyszewo – Dolaszewo – Cyk – Kotuń – Piła Motylewo – Piła Leszków – Piła Zamość
- pieszy: Piła Górne – Piła Gładyszewo – wzniesienie Dąbrowa – Skrzatusz